# 阿比杜斯龍屬
阿比杜斯龍屬（学名：Abydosaurus）是蜥脚下目腕龙科的一属恐龙，生存於白堊紀早期的美國猶他州。阿比杜斯龍是少數發現完整頭顱骨的蜥腳類恐龍之一，也是第一個被發現完整頭顱骨的北美洲蜥腳類恐龍；大部分蜥腳類恐龍只發現顱後骨骼的個別骨頭。此外，阿比杜斯龍的牙齒狹窄，其他早期腕龍科的牙齒較寬。

## 發現與命名
阿比杜斯龍的化石都發現於猶他州恐龍國家紀念公園的一處砂岩層，屬於雪松山組（Cedar Mountain Formation）地層的Mussentuchit段。根據岩石中的鋯石，這個地層的年代為1億446萬年前，誤差值為正負95萬年，相當於白堊紀早期的阿爾比階；若計算最晚時期，阿比杜斯龍生存於森諾曼階，來自於雪松山組之上的達科他組（Dakota Formation）。
古生物学家共挖掘出了4具头骨化石，其中2个是非常完整的。正模標本（編號DINO 16488）是一個幾乎完整的頭顱骨與下頜，以及前四節頸椎的椎體（頸椎的其餘部分被侵蝕消失）。
編號DINO 17848標本是一個頭顱骨與下頜的前半段，外鼻孔之後的骨頭被侵蝕消失，剩下部分包含：左右前上頜骨與上頜骨（外鼻孔之前）、左右齒骨、左右上隅骨與隅骨的前段、右方骨、右翼骨、右前關節骨、右方顴骨、右外翼骨、夾板骨、間冠狀骨。
編號DINO 17849標本是一個幾乎完整、但關節脫落的頭顱骨，包含：腦殼、右前上頜骨、右顴骨、右淚骨、右眶後骨、齶骨、左右上頜骨、左右鼻骨、左右翼骨、左右外翼骨、左右方顴骨、左方骨、以及完整的上頜齒列。
編號DINO 39727標本則是一個部分腦殼、一個部分骨盆和相連的薦椎與一節尾椎、一個肩胛骨、一個肱骨、以及數個掌骨。除了正模標本以外的三個標本，都發現於同一採石場的相近地點。這四個頭顱骨的大小接近，都約0.5公尺長。上下頜的左右兩側各有14顆牙齒。上頜牙齒的橫剖面呈D形，下頜牙齒較小，橫剖面呈橢圓形。
阿比杜斯龍的模式種是A. mcintoshi，是在2010年由丹尼爾·舒爾（Daniel Chure）等人所敘述、命名。屬名来源于尼罗河上的埃及古城阿比杜斯，埃及神話中的冥王欧西里斯的头部与颈部被埋在此城。由於古生物学家是在美国犹他州格林河流域发现了这类恐龙的头骨与頸椎化石，便借用阿比杜斯来命名这属恐龙。而種名則是以古動物學家John S. McIntosh為名，John S. McIntosh曾長期在恐龍國家紀念公園挖掘化石。

## 分類
根據頸椎的氣腔形狀，阿比杜斯龍被歸類於巨龍形類。而研究人員根據阿比杜斯龍的淚骨有一個前突、顱頂顳上窩（Supratemporal fossa）的分隔狹窄、齒骨有一個分叉的後腹側突、前段頸椎的橫突有明顯的後側凸處，而將阿比杜斯龍分類為長頸巨龍的姊妹分類單元。

## 特徵
阿比杜斯龍的鑑定特徵是：鼻骨側突朝向前方，後緣缺乏鉤狀邊緣、左右鼻骨的連接方式不對稱、上頜骨的鼻突以背側方向與鼻骨連接、外鼻孔小於眼眶、上頜牙齒的中間彎曲，接近45°。
丹尼爾·舒爾等人在命名阿比杜斯龍時，將牠們與其他白堊紀早期的北美洲蜥腳類恐龍相比較。阿比杜斯龍的頸椎椎體短於帕拉克西龍、波塞東龍。阿比杜斯龍的肱骨長度接近雪松龍，都約1.6公尺長，但阿比杜斯龍的肱骨中段較寬，約26公分寬，而雪松龍的肱骨中段約18公分寬。與毒癮龍相比，阿比杜斯龍的頸椎椎體兩側沒有深凹處，也沒有前方的平緩凸處，阿比杜斯龍的四肢骨頭較毒癮龍的寬。在外表上，星牙龍的牙齒化石類似阿比杜斯龍的下頜牙齒，但這些牙齒特徵不足以成為巨龍形類的鑑定特徵。另外，側空龍牙齒化石的齒冠形狀、磨損狀況，相當類似阿比杜斯龍的上頜牙齒。但是，側空龍的分類狀態有爭議，側空龍有可能與星牙龍是相同動物，因此都出現類似阿比杜斯龍的牙齒特徵。

### 齒列
阿比杜斯龍的生存年代晚於長頸巨龍約4500萬年，但兩者的頭顱骨非常類似，除了長頸巨龍的牙齒較寬。根據研究顯示，在侏羅紀早期，蜥腳類恐龍的齒冠寬廣；在侏羅紀晚期，部份蜥腳類恐龍演化出較狹窄的齒冠。在白堊紀時期，腕龍科與其他蜥腳類演化支的牙齒逐漸往狹窄演化；在白堊紀末期，蜥腳類恐龍都具有狹窄的牙齒。在蜥腳類恐龍中，較寬廣的牙齒是原始特徵，而蜥腳類恐龍的許多演化支個別演化出較狹窄的牙齒。在早期的理論中，蜥腳類恐龍的牙齒狹窄演化趨勢，似乎與植物的演化、多樣化有關係。而丹尼爾·舒爾等人提出，狹窄牙齒演化趨勢可能與牙齒的高磨損率、高生長與替換率有關聯；這是由於蜥腳類恐龍缺乏鳥臀目的許多進食特徵，例如：喙狀嘴、肉質頰肌、以及異齒型齒列，導致效率較低的進食與消化。